# Lima Challenger 1995
Il Lima Challenger 1995 è stato un torneo di tennis facente parte della categoria ATP Challenger Series nell'ambito dell'ATP Challenger Series 1995. Il torneo si è giocato a Lima in Perù dal 16 al 22 ottobre 1995 su campi in terra rossa.

## Vincitori

### Singolare
Jiří Novák ha battuto in finale  Nicolás Lapentti con il punteggio di 7–6, 6–3.

### Doppio
Americo Venero-Montes /  Jaime Yzaga hanno battuto in finale  Juan-Carlos Bianchi /  Tamer El Sawy con il punteggio di 6–3, 6–4.